# Miková, Stropkov
Miková este o comună slovacă, aflată în districtul Stropkov din regiunea Prešov. Localitatea se află la altitudinea de 369 m deasupra n.m., se întinde pe o suprafață de 12,715 km2 și în 2017 număra 140 de locuitori.

## Istoric
Localitatea Miková este atestată documentar din 1430.

## Demografie
| An:                | 1994 | 2004   | 2014   | 2024   |
| ------------------ | ---- | ------ | ------ | ------ |
| Număr de persoane: | 175  | 158    | 148    | 136    |
| Diferență:         |      | −9,71% | −6,32% | −8,10% |

| An:                | 2023 | 2024   |
| ------------------ | ---- | ------ |
| Număr de persoane: | 133  | 136    |
| Diferență:         |      | +2,25% |